# 세류중학교
세류중학교(細柳中學校)는 대한민국 경기도 수원시 권선구 세류동에 있는 공립 중학교이다.

## 학교 연혁
- 2004년 12월 27일 : 세류중학교 설립인가
- 2006년 3월 1일 : 세류중학교 초대 김윤배 교장 취임
- 2006년 3월 2일 : 세류중학교 개교, 제1회 입학식(349명)
- 2009년 2월 12일 : 세류중학교 제1회 졸업식(346명)
- 2021년 1월 6일 : 세류중학교 제13회 졸업식(114명, 누계 2,530명)
- 2023년 3월 2일 : 제7대 이금숙 교장 부임
- 2024년 1월 4일 : 세류중학교 제16회 졸업식(180명)
- 2024년 3월 4일 : 세류중학교 제19회 입학식(144명)

## 참고 자료
- 세류중학교 - 한국교육학술정보원 학교알리미